# Médiafigyelés
A médiafigyelő szolgáltatásban - amely segít a személyeknek, cégeknek megkeresni a velük vagy versenytársukkal foglalkozó médiamegjelenéseket - használatos szakkifejezések:

## Definíciók

### média-megjelenés
Az elemzés alapegysége a média-megjelenés, melyet különböző szempontok alapján értékelnek és súlyoznak a szakemberek. Egy média-megjelenést képez például egy online, vagy egy nyomtatott cikk, egy rádióban vagy tévében elhangzó híradás, vagy egy háttérbeszélgetés.

### kommunikációs tevékenység
A személy vagy cég média-megjelenéseit vizsgálja a hír eredete szempontjából. Kezdeményező kommunikáció esetén önálló bejelentésről beszélhetünk, reagálás esetén a személy egy külső kommunikációs aktor üzenetére válaszol vagy interjút ad, míg semleges kommunikáció esetén csak a megjelenés tárgya, így nem alakítja azt.

### aktív kommunikáció által generált megjelenések
Aktív kommunikációról beszélhetünk, ha a személy vagy cég cselekvése generálja a megjelenést kezdeményezőként vagy reagálóként.

### polaritás
A média-megjelenés valószínűsíthető hatása a személy vagy cég társadalmi megítélésére. Pozitív értékelés esetén a megjelenés várhatóan kedvező irányba befolyásolja a médiafogyasztók véleményét, negatív esetén ezzel ellentétes hatást vált ki, míg semleges értékelés esetén nem befolyásolja azt.

### print AVE-érték
A nyomtatott sajtóban megjelent cikk terjedelme és adott újság hirdetési áraiból számított reklámegyenérték forintban kifejezve. Megmutatja, hogy mennyibe került volna a pozitív hírt fizetett hirdetésként feladni listaáron számolva. Számítását csak aktívan kommunikált, pozitív polaritású hírek esetén érdemes elvégezni.

### print terjesztési adat
Nyomtatott sajtótermékek esetén megmutatja, hogy adott újságot átlagosan hány példányban terjesztenek.

### honlap látogatottsága
Megmutatja, hogy egy honlapot átlagosan hányszor használtak naponta..

### Véleményárfolyam
A Neticle által bevezetett mérőszám, mely egy kulcsszó (márka, termék, téma, személy) megítélését hivatott számszerűsíteni. A tőzsdei árfolyamhoz hasonlóan folyamatosan, real-time változó mutató, mely a tartalmak polaritásából számítja ki szoftveresen, közel emberi pontossággal a vizsgált kulcsszó internetes megítélését.

## Médiafigyelő cégek Magyarországon
- Neticle
- Observer
- Médianéző Archiválva 2013. október 1-i dátummal a Wayback Machine-ben
- iMEDIA
- IDS Communications
- Hír-Adás